# Аполония (Сифнос)
Вижте пояснителната страница за други значения на Аполония.
Аполония или Ставрѝ (на гръцки: Απολλωνία, Σταυρί) е главното градче на остров Сифнос, Цикладите, Гърция. Аполония е разположена в центъра на острова. Според преброяването от 2001 година има население от 942 души.

## Личности
Родени в Аполония
- Григорий VII Константинополски (1850 – 1924), гръцки духовник, цариградски патриарх